# Bill Charlap

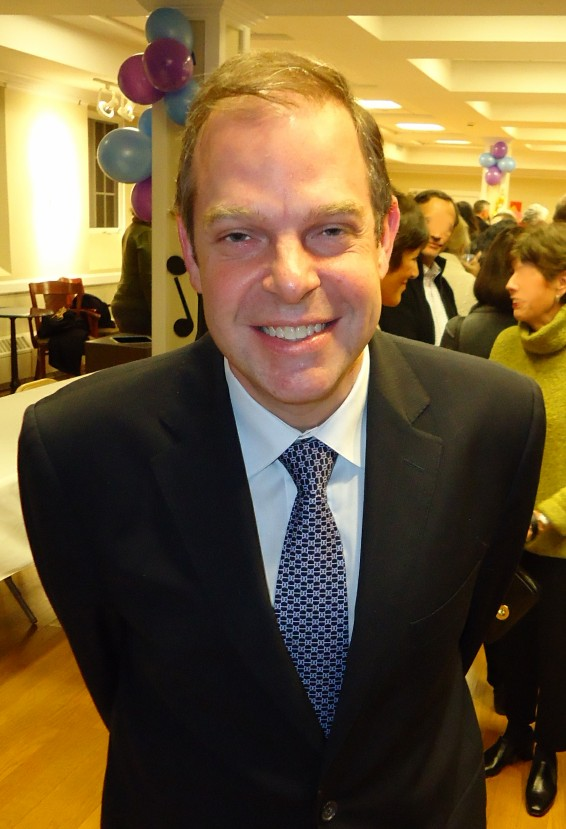
Bill Charlap

William Morrison Charlap (New York, 15 oktober 1966) is een Amerikaanse jazzpianist.

## Biografie
Bill Charlap begon op zijn derde piano te spelen. Hij stamt uit een muzikale familie; zijn moeder is de zangeres Sandy Stewart, zijn vader was de Broadway-componist Morrison 'Moose' Charlap. Charlap nam later met zijn moeder twee duet-albums op, waaronder "Love Is Here To Stay" (2011). Charlap is ook een verre neef van pianist Dick Hyman.
Hij studeerde klassieke muziek, maar zijn interesse ging uiteindelijk uit naar de jazz. In het begin van zijn loopbaan werkte hij samen met Gerry Mulligan, Benny Carter, Tony Bennett en anderen. In 1995 werd hij lid van het kwintet van Phil Woods. Daarnaast werkte hij met eigen groepen, waarmee hij zijn eerste albums opnam, voor de labels Criss Cross Jazz en Chiaroscuro. In de jaren 90 begon hij een pianotrio, met bassist Peter Washington en drummer Kenny Washington. Hij trad hiermee ook op in de New Yorkse jazzclub Village Vanguard. Hij nam als leider zes platen op voor het label Blue Note, waaronder twee albums die genomineerd werden voor een Grammy: Somewhere, (met muziek van Leonard Bernstein) en The Bill Charlap Trio, Live at the Village Vanguard. Met o.m. Frank Wess, Shirley Horn en Tony Bennett nam hij het album Stardust  op. Onder de naam New York Trio (met bassist Jay Leonhart en drummer Bill Stewart) heeft Charlap vanaf 2001 verschillende albums opgenomen voor het Japanse label Venus Records, platen die slechts in Japan uitkwamen. In 2008 werd hij lid van de groep The Blue Note 7, een septet dat werd opgericht ter gelegenheid van de 70ste verjaardag van het label Blue Note. De groep, die de muziek van Blue Note-artiesten speelt (met arrangementen van onder meer zijn vrouw, de Canadese pianiste Renee Rosnes) nam een plaat op en toerde in Amerika. In 2013 ging hij werken in een nonet die speelt in de stijl van Birth of the Cool, een band met Frank Wess, Bucky Pizzarelli, Jeremy Pelt en zangeres Mary Stallings.
In 2015 nam Charlap met Tony Bennett een album op met composities van Jerome Kern, The Silver Lining. De plaat won in 2016 een Grammy in de categorie "Best Traditional Pop Vocal Album".

## Discografie (selectie)

### Als leider
- Along With Me (Chiaroscuro, 1991-93)
- Souvenir (Criss Cross, 1995)
- The Gerry Mulligan Songbook (1996, Chiaroscuro)
- Distant Star (1996, Criss Cross)
- All Through the Night (1998, Criss Cross)
- Written in the Stars (2000, Blue Note)
- Jon Gordon/Bill Charlap Contrasts (Double-Time Records)
- Somewhere: The Songs of Leonard Bernstein (2004, Blue Note)
- Plays George Gershwin: The American Soul (2005, Blue Note)
- Bill Charlap/Sandy Stewart: Love Is Here to Stay (2005, Blue Note)
- Live at the Village Vanguard (2007, Blue Note)
- The Silver Lining: The Songs of Jerome Kern (Tony Bennett & Bill Charlap, 2015)
- Bill Charlap Trio: "Notes from New York" (2016, Impulse! Records)

### Als 'sideman'
- Johnny Frigo - Johnny Frigo's DNA Exposed! (Arbors Records)
- Ruby Braff - You Brought a New Kind of Love (Arbors Records)
- Phil Woods - The Great American Songbook, Volumes 1 & 2 (Kind Of Blue)